# Пайк (округ, Иллинойс)
Пайк (англ. Pike County) — округ в США, штате Иллинойс. Официально образован в 1821 году. По состоянию на 2010 год, численность населения составляла 16 430 человек. Получил своё название в честь американского бригадного генерала и исследователя Зебулона Пайка.
Окружной центр — Питсфилд.

## География
По данным Бюро переписи США, общая площадь округа равняется 2 199 км², из которых 2 153 км² — суша, и 36 км², или 2,06 % — это водоёмы.

## Население
По данным переписи населения 2000 года в округе проживает 17 384 жителя в составе 6876 домашних хозяйств и 4778 семей. Плотность населения составляет 8,00 человек на км2. На территории округа насчитывается 8011 жилых строений, при плотности застройки около 4-х строений на км2. Расовый состав населения: белые — 97,38 %, афроамериканцы — 1,50 %, коренные американцы (индейцы) — 0,17 %, азиаты — 0,24 %, гавайцы — 0,03 %, представители других рас — 0,12 %, представители двух или более рас — 0,56 %. Испаноязычные составляли 0,50 % населения независимо от расы.
В составе 30,50 % из общего числа домашних хозяйств проживают дети в возрасте до 18 лет, 58,50 % домашних хозяйств представляют собой супружеские пары, проживающие вместе, 7,80 % домашних хозяйств представляют собой одиноких женщин без супруга, 30,50 % домашних хозяйств не имеют отношения к семьям, 27,80 % домашних хозяйств состоят из одного человека, 16,10 % домашних хозяйств состоят из престарелых (65 лет и старше), проживающих в одиночестве. Средний размер домашнего хозяйства составляет 2,42 человека, и средний размер семьи — 2,94 человека.
Возрастной состав округа: 24,10 % — моложе 18 лет, 7,80 % — от 18 до 24, 25,70 % — от 25 до 44, 23,20 % — от 45 до 64, и 23,20 % — от 65 и старше. Средний возраст жителя округа — 40 лет. На каждые 100 женщин приходится 98,10 мужчин. На каждые 100 женщин старше 18 лет приходится 95,30 мужчин.
Средний доход на домохозяйство в округе составлял 31 127 USD, на семью — 38 583 USD. Среднестатистический заработок мужчины был 27 687 USD против 18 440 USD для женщины. Доход на душу населения составлял 15 946 USD. Около 9,80 % семей и 12,40 % общего населения находились ниже черты бедности, в том числе — 14,70 % молодежи (тех, кому ещё не исполнилось 18 лет) и 11,40 % тех, кому было уже больше 65 лет.